# Demi Moore
Demi Gene Guynes (izg. dɨˈmiː), bolje poznana kot Demi Moore, ameriška filmska in televizijska igralka ter producentka, * 11. november 1962, Roswell, Nova Mehika, Združene države Amerike.
Po manjših vlogah v raznih filmih in v televizijski seriji General Hospital je Demi Moore doživela preboj s filmoma St. Elmo's Fire (1985) in Duh (1990), v zgodnjih devetdesetih pa je postala ena izmed najbolje plačanih igralk v Hollywoodu, čemur so sledile filmske uspešnice Zadnji dobri možje (1992), Nespodobno povabilo (1993), Razkritje (1994) in Notredamski zvonar (1996). Ob koncu tisočletja so bili njeni filmi nekoliko manj uspešni, kasneje pa se je vrnila v ospredje s svojo vlogo v filmu Čarlijevi angelčki: S polno brzino (2003).
Demi Moore je svoje profiesonalno ime prevzela od svojega prvega moža, Freddyja Moorea. S svojim drugim možem, Bruceom Willisom ima tri hčerke. Z igralcem Ashtonom Kutcherjem je poročena od leta 2005, vendar je njegov priimek prevzela šele leta 2009.

## Zgodnje življenje
Demi Moore se je kot Demetria Gene »Demi« Guynes rodila Roswellu, Nova Mehika, Združene države Amerike. Kot otrok je imela zapleteno in nestabilno domače življenje. Njen biološki oče, Charles Harmon, je njeno mamo Virginio King (27. november 1943 - 2. julij 1998) zapustil po dveh mesecih zakona, še preden se je Demi sploh rodila. Posledica tega je bila, da je Demi Moore prevzela priimek svojega očima, Dannyja Guynesa (9. marec 1943 - oktober 1980) tudi na rojstnem listu. Danny Guynes, ki je leta 1980 naredil samomor, je pogosto menjaval službe; zaradi tega se je družina preselila štiridesetkrat, nekoč je živela v majhnem mestecu po imenu Rogers Manor, Pensilvanija. Njeni starši so bili alkoholiki in pogosto sta bila nasilna drug do drugega. Demi Moore je kot otrok škilila, zaradi česar je imela dve operaciji. Utrpela je tudi okvaro ledvic. Ima oči različnih barv; ena izmed oči je zelena, druga pa lešnikovo rjava.
Družina Demi Moore se je leta 1976 preselila v Los Angeles, Kalifornija. Šolala se je na šoli Fairfax High School v Hollywoodu, Los Angeles, Kalifornija, njeni sošolci pa so bili član glasbene skupine Red Hot Chili Peppers, Anthonyjem Kiedisom, basistom Michaelom Balzaryjem (alias Flea) in igralcem Timothyjem Huttonom. Ko je imela šestnajst let, je bila Demi Moore najboljša prijateljica z Nastassjo Kinski, ki jo je prepričala, da je opustila šolanje in postala igralka. Ima dva mlajša polbrata: Jamesa Craiga Harmona (po očetovi strani) in Morgana Guynesa (po mamini; rojen 1967). Je bivša znanstevnica.

## Kariera

### Zgodnja kariera
Demi Moore je s svojo igralsko kariero začela leta 1982 v 3-D grozljivem filmu Parasite, ki je bil velika uspešnica in zaslužil 7 milijonov $. Kakorkoli že, Demi Moore ni bila poznana, dokler ni dobila vloge Jackie Templeton v televizijski seriji General Hospital, kjer je igrala od leta 1982 do leta 1983. Demi Moore je igrala tudi v nedokončanem cameo posnetku v filmu iz leta 1982, Young Doctors in Love.

### Preboj
V sredi osemdesetih let se je Demi Moore pojavila v najstniških filmih St. Elmo's Fire in About Last Night, pogosto pa so jo imenovali za eno izmed Brat Packov. »Brat Pack« je ime skupine najboljših najstniških igralcev tistega časa. Ime so skupini nadeli javnost in revije. Leta 1988 je igrala v filmu The Seventh Sign, ki ga je režiral Carl Schultz. Po promocijskem uspehu filma Duh, je Demi Moore začela dobivati vidnejše vloge v filmih, kot so Zadnji dobri možje, Nespodobno povabilo, Razkritje in Notredamski zvonar, pri čemur je postala prva igralka, ki je dosegla 10 milijonov dolarjev plače. V zgodnjih devetdesetih je bila Demi Moore najbolje plačana igralka v Hollywoodu. Nikoli ji ni uspelo ponovno doseči uspeha, ki ga je dosegla s filmom Duh in od takrat dalje je dobivala vloge v samih manj uspešnih filmih, kot so The Scarlet Letter, Porotnica, Striptease in G.I. Jane. Med tem jo je soigralec Demi Moore iz filma Strast v glavi, Joss Ackland, opisal kot »ne preveč pametno ali talentirano«, kljub temu pa je z njo leta 2008 ponovno sodeloval v filmu Flawless. Ob približno enakem času je začela producirati in igrati v televizijski seriji, imenovani Če bi stene znale govoriti, ki jo je napisala Nancy Savoca. Tridelna serija, v kateri je Savoca režirala dva dela, vključno s tistim, v katerem Demi Moore igra samsko žensko v petdesetih, ki vodi splave na nezakonit način. Za to vlogo je prejela nominacijo za nagrado Zlati globus v kategoriji za »najboljšo igralko.«

### Zdajšnja dela
Demi Moore je bila ustanoviteljica verige mednarodnih restavracij Planet Hollywood (nastala po vzoru Hard Rock Cafe, postavljena v New Yorku, 22. oktobra 1991) poleg igralcev, kot so Sylvester Stallone, Arnold Schwarzenegger, in (kasneje njen mož) Bruce Willis.
Po zatonu njene igralske kariere se je Demi Moore v ospredje spet prebila z vlogo v filmu Čarlijevi angelčki: S polno brzino iz leta 2003. Leta 2006 se je pojavila v filmu Bobby, v katerem je igral tudi njen kasnejši mož, Ashton Kutcher, a se kljub temu, da sta igrala v istem filmu, na nobeni sceni nista pojavila skupaj. Kasneje je igrala v trilerju Gospod Brooks, ki je izšel 1. junija 2007. Pojavila se je v videu Jon Bon Jovija, »Destination Anywhere« kot Janie.
Leta 2006 je Demi Moore postala obraz kozmetike za salon Helena Rubinstein.
V letu 2010 je Demi Moore poleg Ashley Greene in Miley Cyrus dobila vlogo v filmu LOL: Laughing Out Loud, ki bo izšel leta 2011.

## Vanity Fair
V avgustu leta 1991 se je Demi Moore pojavila gola na naslovnici revije Vanity Fair pod naslovom More Demi Moore. Annie Leibovitz je sliko posnela, ko je bila Demi Moore v sedmem mesecu nosečnosti s svojo hčerko Scout LaRue. Naslovnica je sprožila mnoge govorice v povezavi z Demi Moore in revijo Vanity Fair. O tem so veliko razpravljali na televiziji, radiju in v časopisnih člankih. Slika Leibovitzove je povzročila različna mnenja, od pritožb zaradi »spolne objektivizacije« do pohval, saj naj bi bila slika simbol »moči«.
Fotografija je bila predmet mnogih parodij s strani revij, kot so Spy, ki je upodobila Demi Moore z glavo njenega moža, Brucea Willisa, na njenem telesu. V Leibovitz v. Paramount Pictures Corp., je Leibovitzova skupaj z Lesliejem Nielsenom tožila več kot eno parodijo, ki so bile narejene za promocijo filma Gola pištola 3. V parodiji je bilo modelovo telo opisano kot »kriv in vesel obraz« g. Nielsena. Primer je bil obravnavan leta 1996, saj se je parodija sklicevala na to, da je »na našo parodijo vplivala tudi kontrast originalne fotografije.« V novembru leta 2009 je moroška revija, imenovana Femmes du Maroc, v novemberski številki predstavila maroško reporterko novic, Nadia Larguet, ki je pozirala na podoben način, kot Mooreova, kar je povzročilo veliko ogorčenje med muslimanskim delom prebivalstva. Avgusta leta 1992 je Demi Moore objavila, da ne bo nikoli več gola pozirala za revijo Vanity Fair, pod naslovom Demi's Birthday Suit pa je bila predstavljena njena slika, ki jo je posnela Joanne Gair. Slika je bila po mnenju mnogih najbolj znan primer sodobne umetniške upodobitve telesa.

## Zasebno življenje
Demi Moore se je poročila s pevcem Freddyjem Mooreom leta 1982, ločila pa sta se leta 1985. Leta 1987 je na snemanju televizijske serije Delo na črno spoznala Brucea Willisa, s katerim se je poročila po dveh mesecih skupnega življenja. Skupaj imata tri hčere: Rumer Glenn Willis (rojena 16. avgust 1988), Scout LaRue Willis (rojena 20. julij 1991) in Tallulah Belle Willis (rojena 3. februar 1994). Demi Moore in Bruce Willis sta se razšla leta 1998 in uradno ločila leta 2000, vendar ostajata dobra prijatelja. Leta 2005 se je Demi Moore poročila z Ashtonom Kutcherjem, s katerim je prej hodila dve leti. Pet let kasneje je povedala, da nima nobene želje, da bi imela otroka tudi s tretjim zakoncem.
Demi Moore uradno stanuje v Haileyju, Idaho zraven Sun Valley, kljub temu pa skupaj z Ashtonom Kutcherjem veliko časa preživi v Los Angelesu. Ima tudi drugo prebivališče v Sebago Lakeu, Maine. O veri je dejala, da »nikoli nisem odraščala kot Judinja, ampak … rajši bi rekla, da sem bolj globoko usmerjena, kot kdorkoli drug, ki ga poznam.« V nasprotju s splošnim prepričanjem, Demi Moore nikoli ni bila makrobiotičarka ali veganka.
Demi Moore je svoj priimek uradno zamenjala s priimkom Ashtona Kutcherja po več letih zakona, vseeno pa nadaljuje z uporabo imena Moore za svoje profiesonalno življenje in vloge v filmih.
Po podatkih revije The New York Times je Demi Moore »zavzeta zbiralka punčk,« najraje punčke znamke Gene Marshall. Demi Moore se je z Ashtonom Kutcherjem pojavila v pro-političnem oglasu za Obamo, kjer sta prisegla lojalnost novemu predsedniku: »Prisegam zvestobo našemu predsedniku in vsemu človeštvu.« Demi Moore s svojimi oboževalci komunicira preko Twitterja, Facebooka in MySpacea.

## Filmografija

### Filmi
| Leto | Naslov                                 | Vloga                         | Opombe |
| ---- | -------------------------------------- | ----------------------------- | --- |
| 1982 | Choices                                | Corri                         | |
| 1982 | Parasite                               | Patricia Welles               | |
| 1983 | Young Doctors in Love                  |                               | Nedokončano |
| 1984 | No Small Affair                        | Laura Victor                  | |
| 1984 | Blame It on Rio                        | Nicole 'Nikki' Hollis         | |
| 1985 | St. Elmo's Fire                        | Jules                         | |
| 1986 | Wisdom                                 | Karen Simmons                 | |
| 1986 | One Crazy Summer                       | Cassandra Eldridge            | |
| 1986 | About Last Night...                    | Debbie                        | |
| 1988 | The Seventh Sign                       | Abby Quinn                    | |
| 1988 | The New Homeowner's Guide to Happiness |                               | Kratki film |
| 1989 | Mi nismo angeli                        | Molly                         | |
| 1990 | Duh                                    | Molly Jensen                  | Saturn Award za najboljšo igralko Nominated - Zlati globus za najboljšo igralko v muzikalu ali komičnem filmu                                                                     |
| 1991 | Mesarjeva žena                         | Marina Lemke                  | |
| 1991 | Smrtonosne misli                       | Cynthia Kellogg               | |
| 1991 | Same težave                            | Diane Lightson                | |
| 1992 | Zadnji dobri možje                     | LCDR JoAnne Galloway          | Nominirana — MTV Movie Award za najboljši ženski nastop |
| 1993 | Nespodobno povabilo                    | Diana Murphy                  | MTV Movie Award za najboljši poljub skupaj z Woodyjem Harrelsonom Nominirana — MTV Movie Award za najboljši ženski nastop Nominirana — MTV Movie Award za najprivlačnejšo žensko. |
| 1994 | Razkritje                              | Meredith Johnson              | Nominirana — MTV Movie Award za najprivlačnejšo žensko Nominirana — MTV Movie Award za najboljšo slobodnjakinjo                                                                   |
| 1995 | Now and Then                           | Starejša Samantha             | |
| 1995 | The Scarlet Letter                     | Hester Prynne                 | Nominirana - MTV Movie Award za najprivlačnejšo žensko |
| 1996 | Beavis and Butt-Head Do America        | Dallas Grimes (glas)          | |
| 1996 | Striptease                             | Erin Grant                    | |
| 1996 | Notredamski zvonar                     | Esmeralda (glas)              | |
| 1996 | Porotnica                              | Annie Laird                   | |
| 1997 | Sesuti Harry                           | Helen/Harryjev lik            | |
| 1997 | G.I. Jane                              | LT Jordan O'Neil              | Nominirana — MTV Movie Award za najboljši pretep skupaj z Viggom Mortensenom |
| 1997 | Destination Anywhere: The Film         | Jenny                         | Kratki film |
| 2000 | Strast v glavi                         | Martha Marie/'Marty' Talridge | |
| 2002 | Notredamski zvonar II                  | Esmeralda (glas)              | Nominirana — DVD Exclusive Award za najboljši nastop animiranega lika |
| 2003 | Čarlijevi angelčki: S polno brzino     | Madison Lee                   | Nominirana — MTV Movie Award za najboljšo slobodnjakinjo Nominirana— MTV Movie Awards México                                                                                      |
| 2006 | Half Light                             | Rachel Carlson                | Omejena izdaja |
| 2006 | Bobby                                  | Virginia Fallon               | Hollywood Film Award za »igralsko zasedbo leta« na filmskem festivalu Hollywood Film Festival Nominirana — Screen Actors Guild Awards izstopajoči nastop igralske zasedbe         |
| 2007 | Flawless                               | Laura Quinn                   | Omejena izdaja |
| 2007 | Gospod Brooks                          | Detektivka Tracy Atwood       | |
| 2008 | Streak                                 | Režiserka                     | |
| 2010 | Solze veselja                          | Laura                         | |
| 2010 | The Joneses                            | Kate                          | |
| 2010 | Bunraku                                | Alexandra                     | Post-produkcija |
| 2010 | Margin Call                            |                               | |
| 2011 | LOL: Laughing Out Loud                 | Annie                         | V snemanju |

### Televizija
| Leto      | Naslov                     | Vloga            | Opombe                                                                                                |
| --------- | -------------------------- | ---------------- | --- |
| 1982–1983 | General Hospital           | Jackie Templeton | |
| 1984      | The Master                 | Holly Trumbull   | 1 epizoda                                                                                             |
| 1984      | Bedroom                    | Nancy            | Komična serija                                                                                        |
| 1989      | Delo na črno               | Ženska v dvigalu | Nedokončano                                                                                           |
| 1990      | Zgodbe iz grobnice         | Cathy Marno      | 1 epizoda, »Dead Right«                                                                               |
| 1991      | Master Ninja               | Holly Trumbull   | Televizijski film                                                                                     |
| 1996      | Če bi stene znale govoriti | Claire Donnelly  | Televizijski film Nominirana - Zlati globus za najboljšo igralko v miniseriji ali televizijskem filmu |
| 1997      | Ellen                      | Dama             | 1 epizoda: »The Puppy Episode: Part 2«                                                                |
| 2004      | Will in Grace              | Varuška          | |